# Associazione Sportiva Massese 1975-1976
Questa pagina raccoglie le informazioni riguardanti l'Associazione Sportiva Massese nelle competizioni ufficiali della stagione 1975-1976.

## Rosa
| N. |                   | Ruolo | Calciatore         |
| -- | ----------------- | ----- | ------------------ |
|    | Italia (bandiera) | C     | Antonio Battistini |
|    | Italia (bandiera) | D     | Morris Bertacchini |
|    | Italia (bandiera) | A     | Fabio Borzoni      |
|    | Italia (bandiera) | P     | Enzo Bravi         |
|    | Italia (bandiera) | A     | Sergio Cini        |
|    | Italia (bandiera) | P     | Massimo Grassi     |
|    | Italia (bandiera) | A     | Gian Piero Menconi |
|    | Italia (bandiera) | C     | Domenico Neri      |
|    | Italia (bandiera) | C     | Sergio Orlandi     |
|    | Italia (bandiera) | D     | Luigi Podestà      |
|    | Italia (bandiera) | D     | Luigi Raschi       |

| N. |                   | Ruolo | Calciatore        |
| -- | ----------------- | ----- | ----------------- |
|    | Italia (bandiera) | C     | Paolo Resta       |
|    | Italia (bandiera) | D     | Arnaldo Ricci     |
|    | Italia (bandiera) | A     | Pietro Rossi      |
|    | Italia (bandiera) | C     | Libero Tognini    |
|    | Italia (bandiera) | C     | Claudio Vinazzani |
|    | Italia (bandiera) | D     | Domenico Vita     |
|    | Italia (bandiera) | A     | Giampiero Vitali  |
|    | Italia (bandiera) | A     | Cesare Vitale     |
|    | Italia (bandiera) | D     | Vittorio Zanella  |
|    | Italia (bandiera) | D     | Maurizio Zanetti  |